# Мозжухин, Иван Ильич
Ива́н Ильи́ч Мозжу́хин (26 сентября (8 октября) 1889, Кондоль, Саратовская губерния — 17 января 1939, Париж) — русский актёр, сценарист и режиссёр эпохи немого кино, работал также во Франции, Германии и США.

## Биография
Родился 26 сентября (8 октября) 1889 год в селе Кондоль Петровского уезда Саратовской губернии (ныне — Пензенского района Пензенской области). Дед по отцу, Иван Семёнович Мозжухин, был крепостным крестьянином. Служил управляющим имением у помещиков Бахметевых и князей Оболенских. На этом посту проявил административные способности, за что всем его детям была дарована вольная. Илья Иванович, тем не менее, остался работать с отцом, впоследствии унаследовав должность управляющего. Был женат на дочери местного священника Ивана Аполлоновича Ласточкина — Рахили Ивановне.

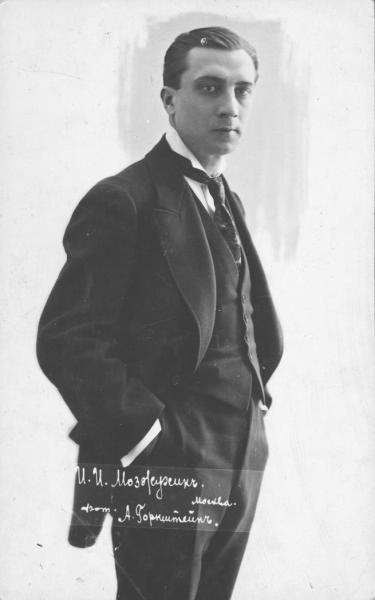
Мозжухин И. И. в 1916 г.

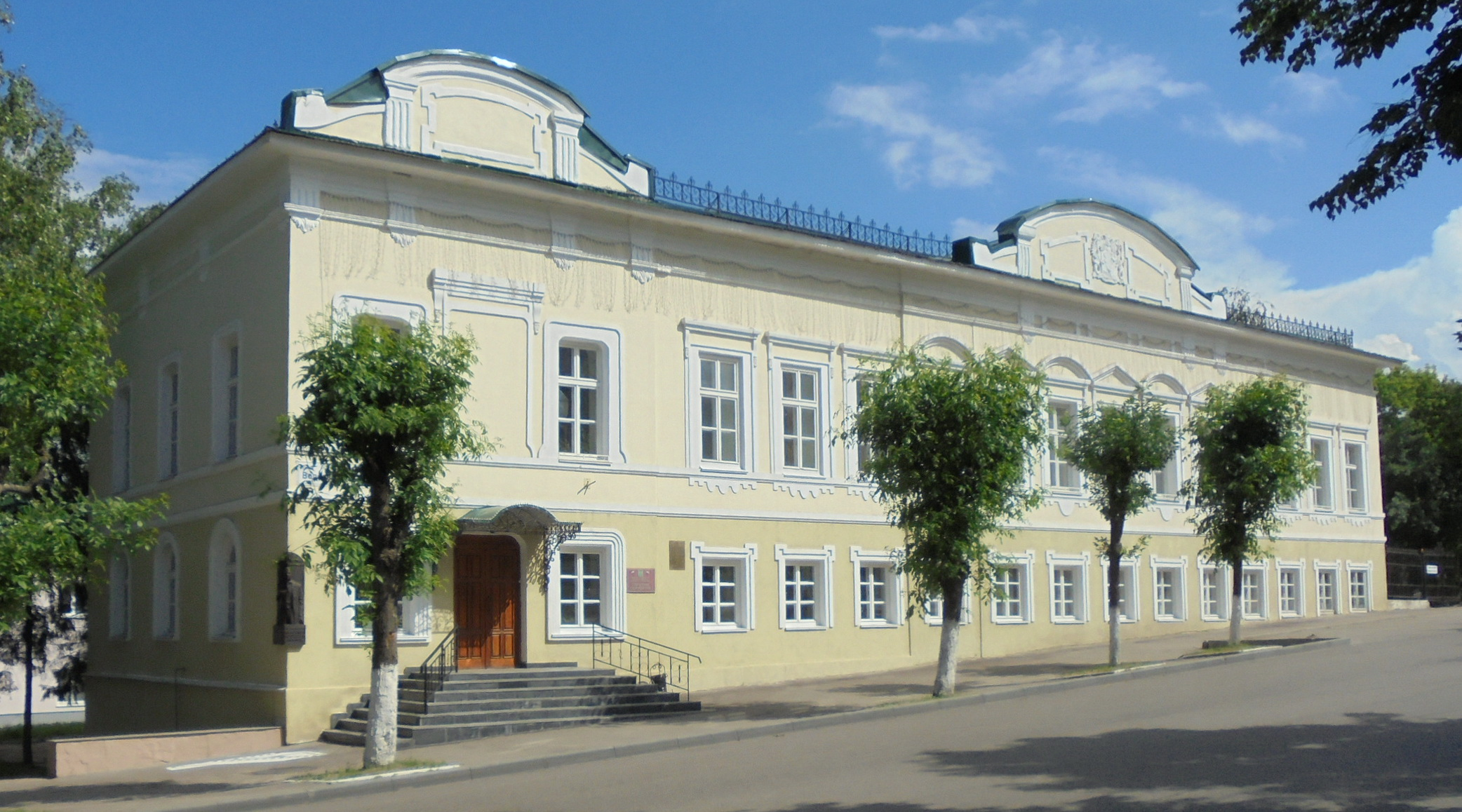
Здание 2-й мужской гимназии в г. Пензе, в которой учился Мозжухин

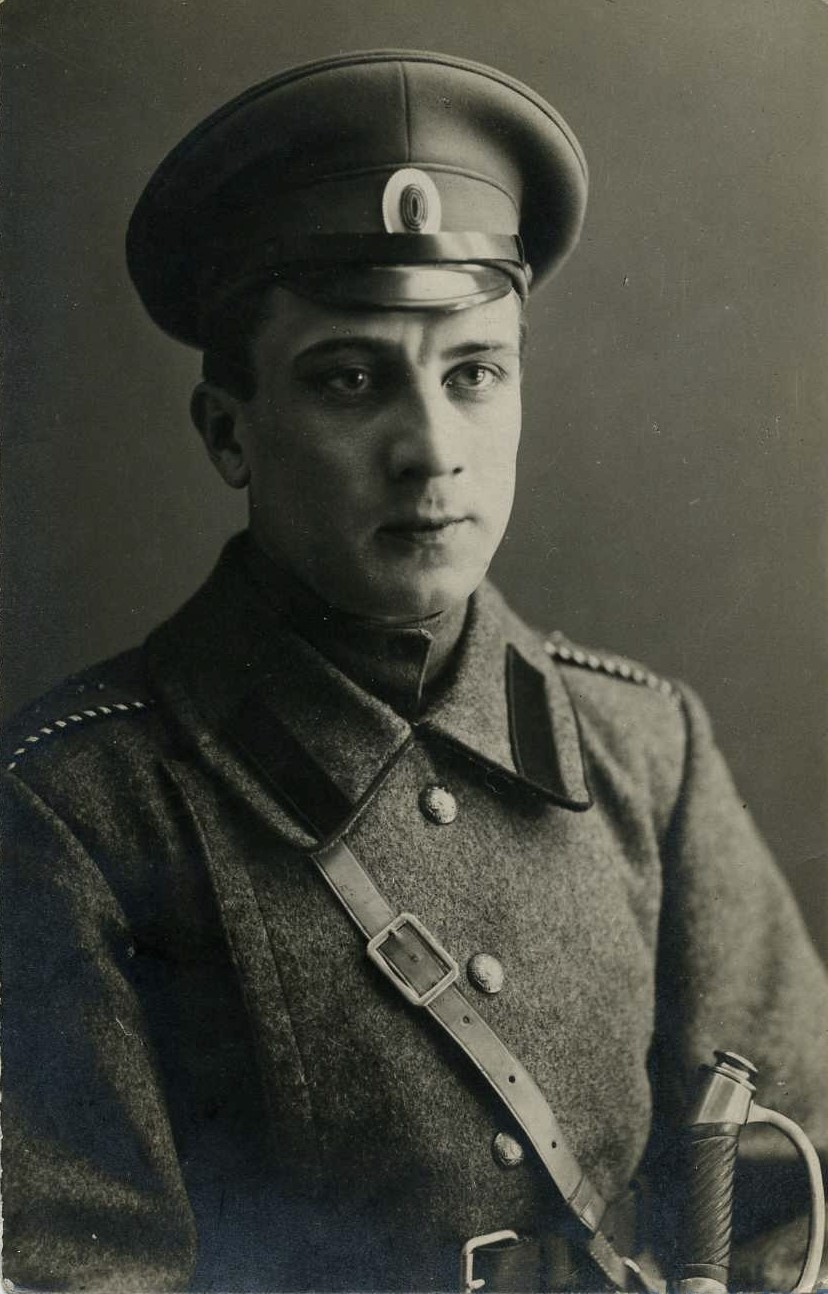
Иван Мозжухин в военной форме, 1915 год

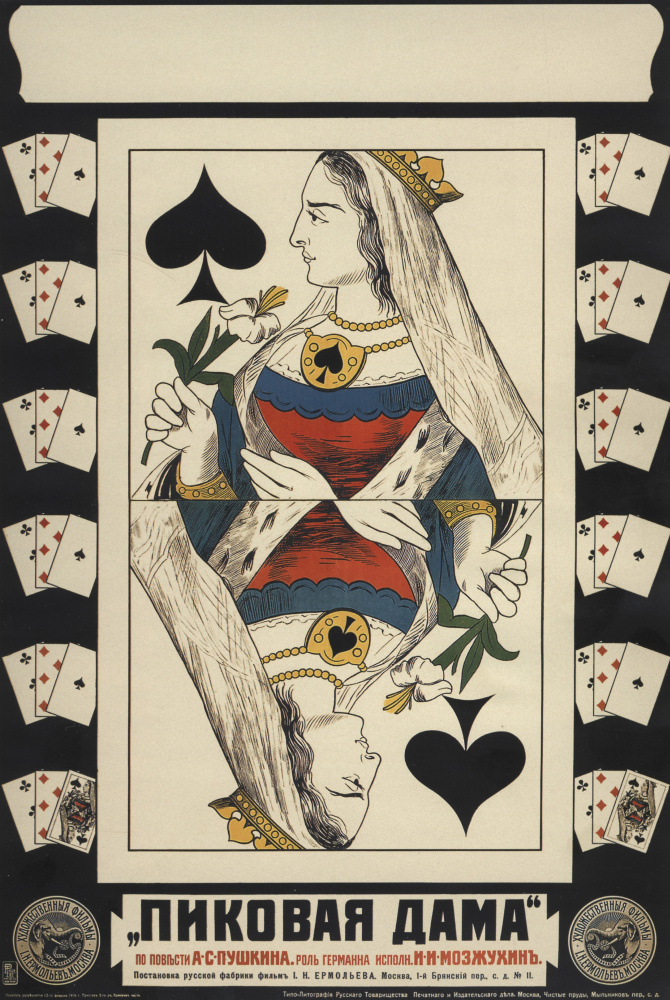
Постер к фильму «Пиковая дама» с И.Мозжухиным, 1916

Иван Мозжухин был младшим из четырёх сыновей. Детство и юность он провёл в Пензе. Вся семья увлекалась театром (его старший брат Александр впоследствии стал знаменитым оперным певцом), и Иван с детства выступал в любительских спектаклях, в том числе и в народном театре Пензы.
С 1899 по 1907 год учился во 2-й Пензенской мужской гимназии, которую также окончил Всеволод Мейерхольд (историческое здание гимназии по улице Володарского, 5 сохранилось до наших дней и является памятником истории и культуры федерального значения; в настоящее время в нём располагается управление образования г. Пензы; 19 мая 2016 года на нём была торжественно открыта мемориальная доска-горельеф И. И. Мозжухину). После окончания гимназии И. И. Мозжухин два курса отучился на юридическом факультете Московского университета, после чего ушёл в актёры. Работал в антрепризе в провинциальных театрах, затем — в театральной труппе московского Введенского народного дома.
В 19 лет Мозжухин влюбился в провинциальную актрису Ольгу Телегину-Броницкую. Она родила от актёра сына Александра в 1908 году; некоторое время они вместе жили, работая в одном передвижном театре. Однако жениться и официально признавать ребенка Мозжухин не стал.
В 1911 году начал сниматься в кино в фильмах компании Ханжонкова и быстро добился успеха благодаря актёрской выразительности и тому, что с лёгкостью менял амплуа — ему одинаково удавались и трагические, и комические роли, и герои-любовники, и гротеск. Среди его работ — скрипач Трухачевский в «Крейцеровой сонате» (1911), адмирал Корнилов в «Обороне Севастополя» (1911), Маврушка (он же и гвардейский офицер) в «Домике в Коломне» Чардынина (1913), Чёрт в «Ночи перед Рождеством» Старевича. После прихода  в компании Ханжонкова режиссёра Евгения Бауэра Мозжухин быстро стал звездой российского кино. В снятом по сценарию Валерия Брюсова фильме Бауэра «Жизнь в смерти» (1914) он сыграл главную роль — доктора Рено, который хочет навеки сохранить нетленной красоту любимой женщины и убивает её, чтобы забальзамировать. Именно в этом фильме впервые появились кадры с «мозжухинскими слезами», которые стали легендой русского кино.
Фильмы с Мозжухиным пользовались огромным успехом, и это вызвало интерес к нему со стороны конкурирующих кинофирм, которые стали делать актёру всё более заманчивые предложения. В конце концов Мозжухин под предлогом того, что в очередном фильме ему не досталась главная роль (имеется в виду «Леон Дрей» по роману Семёна Юшкевича, в котором вместо Мозжухина Евгений Бауэр снял в главной роли Николая Радина), перешёл в киноателье И. Ермольева, где начал работать с Яковом Протазановым. У Протазанова он сыграл роль Германна в «Пиковой даме» (1916) и множество других, ставших классикой русского кино. В 1917 году исполнил роли пастора Тальконса и его сына Сандро ван-Гогена в фильме «Сатана ликующий». Вершиной актёрского мастерства Мозжухина считается роль князя Касатского в фильме Протазанова «Отец Сергий» (1918). До 1917 года актёр также играл в театре Корша и Свободном театре. В 1919 году вместе со съемочной группой Ермольева работал в Ялте. В Крыму был арестован вместе с женой и приговорён к расстрелу. Один из красных командиров оказался давним поклонником творчества артиста, что и спасло им жизнь.

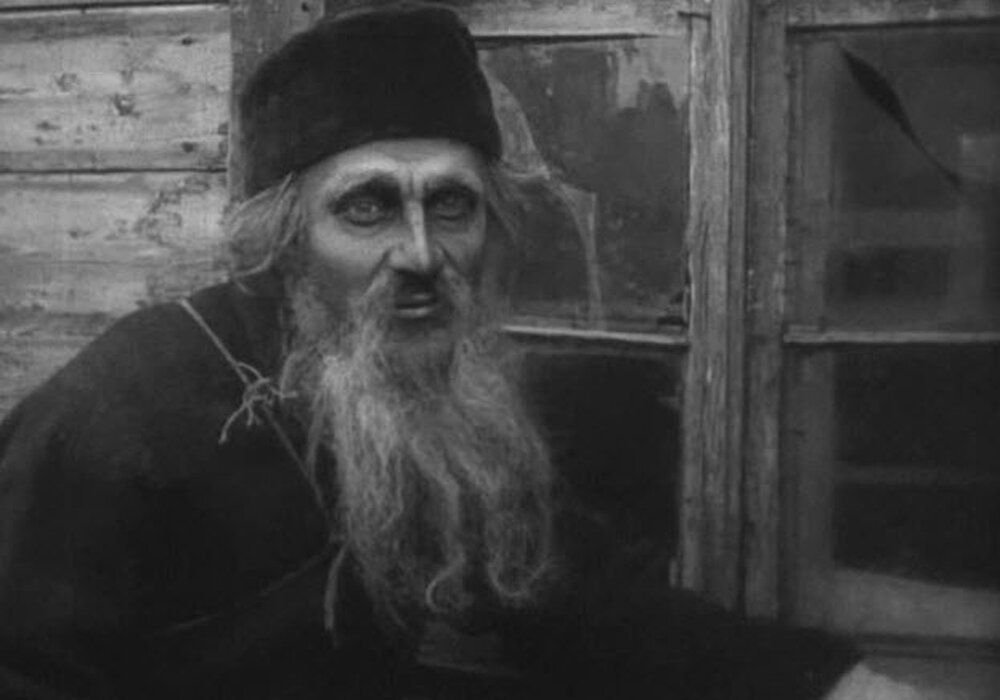
Иван Мозжухин в фильме «Отец Сергий» (1918)

В феврале 1920 года на греческом товарном судне «Пантера» вместе с другими артистами, режиссёрами и служащими самого знаменитого и процветающего кинопредприятия России — «Товарищества И. Ермольева», такими как Александр Волков, Яков Протазанов, Виктор Туржанский, Наталья Кованько, Иван Мозжухин вместе с женой Натальей Лисенко покинул Россию. Обосновавшееся в бывшем павильоне кинофирмы «Пате» в предместье Парижа, в Монтройе, «Товарищество Иосифа Ермольева» вскоре (в 1922) было преобразовано в студию «Альбатрос». Иван Мозжухин стал её ведущим актёром. Студия процветала, Мозжухин был в центре светской хроники, в честь него многие во Франции называли своих детей. После выхода успешного французского фильма «Казанова» с Мозжухиным в главной роли, русские эмигранты открыли в Париже кафе с таким же названием (существует до сих пор).
В 1923 году поставил по собственному сценарию фильм «Костёр пылающий», сыграв в нём несколько ролей — от демонического героя до эксцентрического персонажа. Под названием «Гримасы Парижа» этот фильм с успехом демонстрировался и в советском прокате.
Весной 1926 года Мозжухин заключил пятилетний контракт с компанией Universal Pictures и уехал в Голливуд. Под давлением продюсера Карла Леммле он изменил фамилию на более короткую «Москин» и сделал пластическую операцию по уменьшению выдающегося носа, однако успехов не добился. После одного неудачного фильма с довольно символичным названием «Капитуляция» актёр не снялся в намеченной по контракту ленте режиссёра Джорджа Мелфорда, а отбыл в Германию для работы на немецких киностудиях, связанных с Universal. С 1928 по 1930 год он работал в Германии, исполнив в частности роль Хаджи-Мурата в фильме «Белый дьявол» (1930) режиссёра Александра Волкова, но и там не сыскал былой славы. По мнению ряда историков, а также близких друзей, в частности, Александра Вертинского — контракт был частью продуманной операции голливудских продюсеров по устранению европейского конкурента. Об этом же писал и брат Ивана Александр Мозжухин: «По контракту он должен был играть роли, которые ему предложили. И вот ему дали в картине „Отож“ играть роль русского офицера, принимающего роль в еврейском погроме. Роль действительно была отвратительная и вызывала полное отвращение к её исполнителю. Иван это чувствовал и играл её плохо. После этого единственного выступления он вернулся из Америки с уже наложенным на себя пятном, которое смыть было трудно…».
Появление звукового кино положило конец его актёрской карьере — у него был, во-первых, сильный акцент, а во-вторых — тембр голоса, который плохо получался в записи. В своём единственном удачном звуковом фильме «Сержант Икс» (1932) режиссёра Владимира Стрижевского Мозжухин играл русского, который постепенно осваивает французский язык.
Остаток жизни Иван Мозжухин прожил в уединении и умер от скоротечной чахотки 17 января 1939 года в Париже. Похоронен на кладбище Сент-Женевьев-де-Буа (в 1952 там же рядом будет похоронен его брат Александр).

## Личная жизнь
Первая жена (1912—1927) — русская, позднее французская актриса Наталья Лисенко.
Вторая жена (с 1928 года) — датская актриса Агнес Петерсен.
Третья жена — французская актриса русского происхождения Таня Федор, брак с которой быстро распался.
Брат — оперный певец Александр Мозжухин (1878—1952). В 1966 году его вдова вернулась в Москву и подарила государству архивы обоих братьев. Они хранятся в Российском государственном архиве литературы и искусства (РГАЛИ).
В 1935 году отец Мозжухина, а также брат, Константин Ильич (род. 1882), и племянница, Рахиль Константиновна, жившие в СССР, были арестованы и высланы на пять лет в город Иргиз Актюбинской области Казахской ССР. Приговор племяннице был отменён через месяц; спустя год отец был выслан в Омск, где отбывал оставшийся срок. 6 ноября 1937 года Константин Ильич был повторно арестован и приговорён к 10 годам исправительно-трудовых лагерей. Год смерти неизвестен.
Другой брат — Алексей Мозжухин (род. 1880), бывший офицер царской армии, был арестован в 1931 году на основании 58-й статьи и приговорён к трём годам лишения свободы. Его семья была выслана в Таврический район Омской области, куда Алексей переехал после освобождения. Повторно арестован 20 октября 1937 года на основании той же статьи и 8 декабря приговорён тройкой НКВД к высшей мере наказания. Впоследствии Константин и Алексей были реабилитированы.

## Увековечение памяти

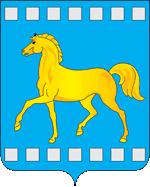
Герб села Кондоль содержит очертания киноплёнки в память о выдающемся уроженце-киноактере

Мемориальная доска-горельеф И. И. Мозжухину в Пензе, 2016 г. Скульптор В. Ю. Кузнецов

###### Музей в Кондоле
В 1989 году в селе Кондоль, ныне — административном центре Пензенского района Пензенской области, был открыт Музей братьев Мозжухиных. На здании музея установлена мемориальная доска Ивану Мозжухину.

###### Геральдика (Кондоль)
На современных гербе и флаге села Кондоль Пензенского района Пензенской области, в котором родился Иван Мозжухин, присутствуют стилизованные очертания киноплёнки, напоминающие о выдающемся земляке-киноактёре.

###### Кинофестиваль (Пенза)
С 2007 года в Пензенской области ежегодно проходит Российский Открытый кинофестиваль «Мужская роль» имени И. И. Мозжухина.

###### Улица в Пензе
26 ноября 2010 года решением Пензенской городской Думы № 472-23/5 имя Ивана Ильича Мозжухина было присвоено одной из улиц, а также восьми проездам в микрорайоне «Заря—2 мкр. 1—2» Октябрьского района города Пензы. В городе появились «Улица Мозжухина», а также 1-й, 2-й, 3-й, 4-й, 5-й, 6-й, 7-й и 8-й проезды Мозжухина.

###### Мемориальная доска-горельеф в Пензе
19 мая 2016 года в Пензе на здании бывшей Второй мужской гимназии (ныне — городское управления образования) на улице Володарского, 5 была торжественно открыта мемориальная доска-горельеф И. И. Мозжухину. В церемонии открытия приняли участие председатель Союза кинематографистов России, народный артист РСФСР Никита Михалков и губернатор Пензенской области Иван Белозерцев. Автор мемориальной доски-горельефа — скульптор, член Союза художников России, заслуженный художник Российской Федерации Валерий Кузнецов.

###### Телесериал «Вертинский»
В телесериале «Вертинский» (2021) роль Ивана Мозжухина исполнил актёр Павел Ерлыков.

## Фильмография

### В России
- 1910 — В полночь на кладбище
- 1911 — Жизнь за царя
- 1911 — Крейцерова соната
- 1911 — На бойком месте
- 1911 — Оборона Севастополя
- 1912 — Братья-разбойники
- 1912 — Весенний поток
- 1912 — Дурман
- 1912 — Крестьянская доля
- 1912 — Кубок жизни
- 1912 — Рабочая слободка
- 1912 — Снохач
- 1913 — Война и мир
- 1913 — Братья
- 1913 — Вот мчится тройка
- 1913 — Воцарение дома Романовых
- 1913 — Горе Сарры
- 1913 — Домик в Коломне
- 1913 — Дядюшкина квартира
- 1913 — Ночь перед Рождеством
- 1913 — Обрыв
- 1913 — Страшная месть
- 1913 — Хаз-Булат
- 1914 — В руках беспощадного рока
- 1914 — Её геройский подвиг
- 1914 — Женщина завтрашнего дня (1-я серия)
- 1914 — Жизнь в смерти
- 1914 — Злая ночь
- 1914 — Мазепа
- 1914 — Пьянство и его последствия
- 1914 — Ревность
- 1914 — Рождённый ползать, летать не может
- 1914 — Руслан и Людмила
- 1914 — Сестра милосердия
- 1914 — Сказка о спящей царевне и семи богатырях
- 1914 — Слава — нам, смерть — врагам
- 1914 — Сорванец
- 1914 — Таинственный некто
- 1914 — Тайна германского посольства
- 1914 — Ты помнишь ли?..
- 1914 — Хризантемы
- 1915 — В буйной слепоте страстей
- 1915 — Власть тьмы
- 1915 — Вот вспыхнуло утро
- 1915 — Всю жизнь под маской
- 1915 — Дети Ванюшина
- 1915 — Качка
- 1915 — Клуб нравственности
- 1915 — Комедия смерти
- 1915 — Кумиры
- 1915 — Наташа Ростова
- 1915 — Не подходите к ней с вопросами
- 1915 — Николай Ставрогин
- 1915 — Отцвели уж давно хризантемы в саду
- 1915 — Пара гнедых
- 1915 — Петербургские трущобы
- 1915 — Потоп
- 1915 — Смерть дома
- 1915 — Тайна нижегородской ярмарки
- 1915 — Чайка
- 1915 — Я и моя совесть
- 1916 — А счастье было так возможно
- 1916 — Грех
- 1916 — Женщина с кинжалом
- 1916 — Жизнь — миг, искусство — вечно
- 1916 — И песнь осталась недопетой
- 1916 — Любовь сильна не страстью поцелуя
- 1916 — На вершине смерти
- 1916 — Не пожелай жены ближнего твоего
- 1916 — Нищая
- 1916 — Пиковая дама
- 1916 — Пляска смерти
- 1916 — Суд божий
- 1917 — Андрей Кожухов
- 1917 — Во власти греха
- 1917 — Дочь Израиля
- 1917 — Кулисы экрана
- 1917 — Не надо крови
- 1917 — Отец и сын
- 1917 — Проклятые миллионы
- 1917 — Прокурор
- 1917 — Сатана ликующий
- 1917 — Шквал
- 1918 — Богатырь духа
- 1918 — Малютка Элли
- 1918 — Отец Сергий
- 1919 — Немой страж
- 1919 — Тайна королевы
- 1919 — Чёрная стая
- 1919 — Член парламента

### За границей
- 1920 — Грустная авантюра / L'angoissante aventure (автор сценария Иван Мозжухин, режиссёр Яков Протазанов)
- 1921 — Справедливость прежде всего / Justice d’abord (режиссёр Яков Протазанов)
- 1922 — Буря /
- 1921 — Дитя карнавала / L’enfant du carnaval (режиссёр Иван Мозжухин совместно с Александром Волковым)
- 1922 — Дом тайны / La maison du mystère (режиссёр Александр Волков)
- 1923 — Костёр пылающий / Le brasier ardent (режиссёр Иван Мозжухин) — Детектив
- 1924 — Тени, которые исчезают / Les ombres qui passent (режиссёр Александр Волков)
- 1924 — Кин / Kean (режиссёр Александр Волков) — Кин
- 1925 — Лев Моголов / Le lion des Mogols (режиссёр Жан Эпштейн)
- 1925 — Покойный Матиас Паскаль / Feu Mathias Pascal (режиссёр Марсель Л’Эрбье)
- 1926 — Курьер царя / Der Kurier des Zaren / Michel Strogoff (режиссёр Виктор Туржанский)
- 1927 — Казанова[фр.] / Casanova (режиссёр Александр Волков) — Казанова
- 1927 — Капитуляция / Surrender (режиссёр Эдвард Сломен)
- 1928 — Президент / Der Präsident (режиссёр Дженнаро Ригелли)
- 1928 — Тайный курьер / Der geheime Kurier (режиссёр Дженнаро Ригелли)
- 1929 — Адъютант царя / Der Adjutant des Zaren (режиссёр Владимир Стрижевский)
- 1929 — Манолеску, король авантюристов / Manolescu — Der König der Hochstapler (режиссёр Виктор Туржанский)
- 1930 — Белый дьявол / Der weisse Teufel (режиссёр Александр Волков)
- 1932 — Сержант Икс / Le Sergent X (режиссёр Владимир Стрижевский)
- 1933 — Тысяча и вторая ночь / La mille et deuxieme nuit (режиссёр Александр Волков)
- 1934 — Дитя карнавала / L`Enfant du carnaval (режиссёр Александр Волков)
- 1934 — Казанова / Casanova (режиссёр Рене Барбери) — Казанова
- 1936 — Ничего / Nitchevo (режиссёр Жак де Баронселли)